# Rlogin
Rlogin is een protocol uit de TCP/IP-protocolstack (protocolverzameling) en een Unix-netwerkapplicatie die een gebruiker toelaten aan te loggen op een andere machine. Het protocol draait op TCP-poort 513. Het werd oorspronkelijk ontwikkeld door de universiteit van Berkeley, maar is al jaren in onbruik geraakt op moderne Unix-versies zoals Linux, omdat het protocol een aantal fundamenteel onoplosbare beveiligingsproblemen heeft.

## Beveiligingsproblemen
- Alle informatie, inclusief wachtwoorden, wordt ongeencrypteerd over het netwerk verstuurd
- De autorisatie wordt bepaald door de aanwezigheid van een .rlogin (en .rhosts) bestand en is makkelijk te omzeilen
- Het protocol vertrouwt op de eerlijkheid van de verbindende client om de nodige informatie te verschaffen

## Alternatief
Alle functionaliteit die dit protocol bood, wordt ook teruggevonden bij een moderner, en veiliger, protocol: SSH (Secure Shell).